# Kiến thức ngày nay
Kiến Thức Ngày Nay là một ấn phẩm của Tạp chí Văn nghệ TPHCM phát hành vào ngày 10, 20 hàng tháng. Tạp chí xuất bản lần đầu vào ngày 1 tháng 1 năm 1980 và tiếp tục cho tới tận nay. Trụ sở tòa soạn đặt tại số 16 Trần Quý Khoách, Quận 1, Thành phố Hồ Chí Minh.

## Lịch sử
Ngày 1 tháng 1 năm 1988, Kiến Thức Ngày Nay ra mắt số đầu tiên do Hội văn học nghệ thuật tỉnh Sông Bé (nay là tỉnh Bình Dương và Bình Phước) ấn hành, chịu trách nhiệm xuất bản là Phạm Ngọc Am, chủ biên Hàn Tấn Quang. Sang số 2, 3, 4, việc ấn hành do Nhà xuất bản Trẻ đảm trách, chịu trách nhiệm xuất bản là Trương Văn Khuê.
Đến số thứ 5, Kiến Thức Ngày Nay trở thành phụ san Tạp chí Văn thuộc Hội Nhà văn Thành phố Hồ Chí Minh, chịu trách nhiệm xuất bản ông Bùi Đức Ái (nhà văn Anh Đức).
Với chủ trương Hãy luôn làm giàu kiến thức của bạn, nội dung tạp chí không có giới hạn. Từ phóng sự, truyện ngắn, thơ, bút ký, truyện dịch, tin tức, vui cười... cho tới kinh tế, chính trị, lịch sử, sức khỏe, pháp luật, khoa học, thời trang... đều có. Thành phần cộng tác viên quy tụ nhiều tên tuổi trí thức nổi bật thời đó như Vũ Đức Sao Biển, Phan Hoàng, An Chi, Trần Phò, Phan Nghị, Lê Nguyễn, Nguyễn Quảng Tuân, Tần Hoài Dạ Vũ (nhà thơ Dạ Vũ), Phạm Vũ Lửa Hạ, Thái Nguyễn Bạch Liên...
Ngày 20 tháng 3 năm 2001, sau gần 14 năm phát triển, Kiến Thức Ngày Nay trở thành Tạp chí thuộc Liên hiệp các Hội văn học Nghệ thuật Thành phố Hồ Chí Minh kể từ số thứ 382.
Năm 2014, Kiến Thức Ngày Nay bắt đầu đổi mới toàn diện từ hình thức cho đến nội dung và in bốn màu trên giấy couché.
Năm 2021, tạp chí sáp nhập với Tuần báo Văn Nghệ TPHCM và Tạp chí Kiến trúc & Đời sống, trở thành ấn phẩm của Tạp chí Văn nghệ TPHCM.

## Tần suất
Ban đầu, tạp chí mỗi tháng xuất bản một kỳ.
Tháng 9 năm 1989, bắt đầu xuất bản mỗi tháng hai kỳ.
Tháng 8 năm 1994, xuất bản mỗi tháng ba kỳ cho đến nay.

## Chuyên mục đặc sắc
- Phóng sự điều tra (Huỳnh Văn Mỹ)
- Mỗi kỳ một nhân vật (Phan Hoàng)
- Truyện ngắn 100 chữ
- Chuyện Đông chuyện Tây (An Chi)
- Sức khỏe của bạn (Lương Thị Thìn - Lương Trung Hiếu)
- Học báo Tiếng Anh (Nguyễn Ngọc Chính)
- Thế giới qua mắt Chóe (họa sĩ Chóe)